# Чианграй Юнайтед
«Чианграй Юнайтед» (тайск. สโมสรฟุตบอล เชียงราย ยูไนเต็ด) — тайский футбольный клуб из провинции Чианграй. В настоящее время выступает в Тай Лиге 1. Чемпион Таиланда 2019 года.

## История

### Ранние годы
Клуб был основан в 2009 году. В том же году изменениям подверглась система футбольных лиг Таиланда: Второй дивизион лиги Таиланда был расширен с двух групп, включавших по большей части клубы из Бангкока и с юго-востока страны, до пяти, охватывавших клубы со всей страны (общее количество клубов-участников было увеличено с 22 до 55). «Чианграй Юнайтед» принял участие в турнире как один из 11 членов группы региона Север. Заняв по итогам регулярного розыгрыша первое место и выиграв первый трофей, клуб вышел в плей-офф за прав получить путёвку в Тай Первый дивизион. По итогам восьми игр кругового плей-оффа «Чианграй» занял второе место и получил повышение.

### 1 Лига и первые годы в Премьер-лиге
В сезоне 2010 Тай 1 Лиги, в первый же после повышения год, «Чианграй Юнайтед» занял третье место, обеспечив себе повышение в Тай Премьер-лигу.
Приняв участие в сезоне 2011 Премьер-лиге, клуб стал самым северным с момента её основания в 1996 году. Первый свой год в высшем дивизионе «Чианграй Юнайтед» закончил на 10 месте с 44 очками, а нападающий Васан Натасан, ставший пятым бомбардиром 1 Лиги в прошлом сезоне, забил 18 голов, став вторым лучшим бомбардиром чемпионата.
Первая юношеская академия в клубе была открыта только в 2012 году. В том же году состоялось открытие стадиона «Юнайтед Стэдиум» вместимостью в 12 000 человек (с момента основания клуб выступал на стадионе «Маэфахлуанг Юниверсити» вместимостью в 3346 человек). Сезон клуб закончил на 9 месте с 44 очками и разницей голов в −7.
Первая половина сезона 2013 для клуба стала провалом — на летний перерыв северяне ушли на 15 месте. По этой причине был уволен главный тренер Стефано Кугурра, возглавлявший команду с июля 2010. На замену ему пришёл Хенк Висман, в прошлом тренировавший сборную Армению. Новому тренеру не удалось выправить положение дел и 16 сентября он был уволен, оставив клуб на 17 месте. Пришедший за полтора месяца до конца турнира Анурак Срикерд вывел клуб из зоны понижения и закончил чемпионат на 11 месте. За свою деятельность тренер получил награду «Тренер месяца» октября.
Срикерд покинул клуб сразу после окончания турнира, и в сезон 2014 «Чианграй Юнайтед» входил с новым тренером Тирасаком Пооном. Он привёл команду к рекордному седьмому месту с 55 очками и, впервые за всё время участия в лиге, положительной разнице мячей. Также впервые за всё время участия в Премьер-лиге сразу два игрока клуба попали в список десяти лучших бомбардиров чемпионата: Ренан Маркес с 17 голами и Леандро Асумпсан с 14.
В сезоне 2015 официальным поставщиком формы клуба стала компания Nike, а единственным новым легионером — Ренатиньо, в прошлом игрок «Сантоса». Но прошлогодний успех команде повторить не удалось: «Чианграй» закончил сезон на 9 строчке с 44 очками. Кроме того, клуб начал испытывать проблему нерентабельности стадиона. Ещё в 2013 году «Юнайтед Стэдиум» был расширен до 15 000 посадочных мест, став на тот момент шестым стадионом в лиге. С тех пор средняя посещаемость упала на 25,6%, достигнув 5979 человек.
В 2016 году клуб заключил сделку с компанией Jarken Group по созданию сильного бренда и инициированию целостной маркетинговой стратегии, которая включала развитие бизнеса и укрепление управленческих структур для продвижения положительного имиджа клуба как бренда, а также становление «Чианграй Юнайтед» профессиональным и финансово устойчивым клубом. Стратегия этой сделки заключалась в том, чтобы разработать проект по преобразованию «Чианграя» в клуб с большим именем в Таиланде. Свою работу продолжил Поон, взяв награду «Тренер месяца» марта и несколько раз по ходу сезона заняв с командой четвёртую строчку. В связи со смертью короля Пхумипона Адульядета чемпионат не был доигран до конца и был завершён 14 октября; «Чианграй Юнайтед» занял рекордное седьмое место с 45 очками. Бразилец Веллингтон Бруну, перешедший в клуб из «АБС» в зимнее трансферное окно, отал за сезон восемь голевых передач, войдя в список лучших ассистентов лиги. Впервые за историю Тай Лиги 1 игрок «Чианграй Юнайтед» сделал подобное.

### Первый трофей
После трёх успешных лет с поста главного тренера был уволен Тирасак Поон. В октябре клуб заключил соглашение с бразильским специалистом Алешандре Гамой. Гама был опытным тренером, зарекомендовавшим себя при работе с «Бурирам Юнайтед», с которым он дважды выиграл чемпионство. С этой же целью его пригласили на север страны. Также сильным изменениям подвергся состав. Капитаном команды стал приобретённый зимой за 50,32 миллионов бат (1,43 миллионов долларов) основной опорный полузащитник национальной сборной, победитель прошедшего Чемпионата АСЕАН и чемпион Таиланда в составе «Муангтонг Юнайтед» Танабун Кесарат. Кроме него из «Теро Сасана» за 1,4 миллионов бат (400 тысяч долларов) был куплен центральный полузащитник Сивакорн Тиатракул, а из бразильского «Понте-Прета» перешёл вингер Фелипе Асеведо. Не забывал клуб и о финансовой составляющей: одним из пунктов нового спонсорского соглашения с Singha Park, дочерней компанией Boon Rawd Breweryм, было переименование «Юнайтед Стэдиум» в «Сингха Стэдиум»; также количество посадочных мест было уменьшено с 15 000 до 11 345.
Спортивные результаты не заставили себя долго ждать. Уже в первых турах «Чианграй» вырвался в лидеры лиги, впервые в своей истории попав на первую строчку Тай Лиги 1. Первое поражение клуб допустил только в восьмом туре. По итогам сезона клуб занял рекордное четвёртое место с 60 очками и разницей голов +25. Фелипе Асеведо с 18 голами стал седьмым лучшим бомбардиром сезона.
Успехи сопутствовали клубу и в кубках. В Кубке Тай Лиги «Чианграй» обыграл в четвертьфинале «Убон Юнайтед», а в полуфинале — «Ратчабури». 22 ноября клуб получить шанс взять первый в своей истории трофей, но не смог им распорядиться: в финале Кубка Лиги «Муангтонг Юнайтед» обыграл «Чианграй Юнайтед» 2:0. Но через три дня «жуки» закрыли гештальт.
В Кубке Таиланда «Чианграй» обыграл ряд представителей Лиги 1: «Сукхотхай», «Теро Сасана» и в четвертьфинале чемпиона этого сезона «Бурирам Юнайтед». В полуфинале в серии пенальти был обыгран «Муангтонг Юнайтед», а 25 ноября в финале, благодаря дублю Вандера Луиса после 80-й минуты, был побеждён «Бангкок Юнайтед». Фелипе Асеведо с шестью забитыми голами стал лучшим бомбардиром розыгрыша. Выиграв первый в истории клуба трофей, «Чианграй Юнайтед» также получил путёвку во второй квалификационного раунд Лиги чемпионов АФК, впервые в своей истории выйдя в международные кубки.
В связи с выступлениями на международной арене, поставщиком формы стала Puma. Сезон 2018 клуб начал 23 января с домашнего матча против победителя Лиги 1 сезона 2017 «Бали Юнайтед». Матч закончился со счётом 2:1 в добавленное время. В следующем раунде таиландцы встретились с серебряным призёром китайской Суперлиги — «Шанхай Порт», которому проиграли 1:0. Дела в чемпионате у северян также не заладились: смазав начало сезона, клуб закончил сезон на четвёртом месте с 55 очками. Но стабильными дела оставались в кубках. 20 октября в финале Кубка Тай Лиги был побеждён «Бангкок Гласс», а 27 в финале Кубка Таиланда — победитель Лиги 1 «Бурирам Юнайтед». Хет-трик в том матче оформил Росимар Асансио. Перейдя в летнее трансферное окно из «Ратчабури», бразилец стал лучшим бомбардиром обоих кубков, а также пятым лучшим бомбардиром чемпионата (учитывая голы, забитые за «Ратчабури»). Но, несмотря на очередной успешный со спортивной точки зрения сезон, в очередной раз остро встал вопрос посещаемости. Среднее количество зрителей упало на 46,4 % по сравнению с прошлым годом, составив 3506 человек.

### Чемпионство 2019 года
Алешандре Гама не стал продлевать контракт и покинул клуб по окончании сезона. На тренерском мостике его сменил Жозе Алвес Боргес, но уже в феврале он покинул клуб, уступив место Аилтону Силве. В Лиге чемпионов клубу опять не удалось дойти до завершающей стадии: обыграв во втором раунде чемпиона Мьянмы 2018 года «Янгон Юнайтед», «жуки» уступили в серии пенальти японскому «Санфречче Хиросима». Несмотря на неудачный старт сезона, во втором круге клуб крепко засел на второй строчке таблицы. В последнем туре «Бурирам Юнайтед», занимавший первое место, сыграл вничью, а «Чианграй» победил. У обоих клубов было по 58 очков, но в личных встречах сильнее оказался «Чианграй», сыграв с «Бурирамом» 0:0 в первом круге и разгромив 4:0 во втором. 26 октября «жуки» взяли первое чемпионство в своей истории. Впервые с 2007 года лидеры тайского футбола — «Бурирам Юнайтед» и «Муангтонг Юнайтед» — уступили другому клубу первое место. Ради чемпионства Силва пожертвовал кубками: и в Кубке Лиги, и в Кубке Таиланда клуб вылетел в полуфинале.

### Кризис в борьбе за второе чемпионство
Покинувшего Силву в декабре сменил японский специалист Масами Таки. Провал в Лиге чемпионов (последнее место в группе F с 5 очками и разницей мячей −6) и уход на вынужденный в связи с эпидемией COVID-19 перерыв на 3 месте в итоге был компенсирован Кубком Таиланда, где 11 апреля 2021 года в финале с «Чонбури» в серии пенальти «жуки» выиграли трофей. Выправил ситуацию Эмерсон Перейра, заменивший уволенного Масами Таки в октябре 2020 года. Он же занял с клубом третье место в группе H Лиги чемпионов АФК 2021, куда «Чианграй» квалифицировался по итогам первой половины чемпионата.
Сезон 2021/22 поистине можно считать провальным для клуба, претендующим на все домашние трофеи. По итогам сезона клуб занял 5 место с 47 очками, что является худшим результатом с 2018 года. В группе J Лиги чемпионов «Чианграй» занял последнее место всего с одним очком и разницей голов −8. В третьем раунде Кубка Лиги северяне получили разгром 4:1 от «Бурирам Юнайтед». Этому же клубу «Чианграй» проиграл в полуфинале Кубка Таиланда со счётом 0:1.
Кроме того, проблема вместительного стадиона в 14-й по численности провинции в стране встала особо остро. 17 октября 2021 «Сингха Стэдиум» был переименован в «Лео Чианграй». При этом, даже с учётом ослабления коронавирусных мер и разрешения на посещение игр (чего не было у 10 команд лиги), средняя посещаемость не только не выросла, а упала на 65 % до 1028 человек, что являлось 14-м результатом в лиге.

## Академия
Первую молодёжную академию клуб открыл в 2012 году. Она часто выпускает молодые таланты, которые позже выступают за молодёжную и первую сборные: Эканит Панья, Чотипат Пумкаев, Апирак Воравонг, Саравут Йодьингхатхаикул и другие. Молодёжная команда клуба играет в Юношеской лиге Таиланда.

## Стадион
Домашним стадионом клуба является «Юнайтед Стэдиум» (по спонсорскому соглашению официальное название — «Лео Чианграй»). Стадион вмещает 11 345 человек и расположен возле Международного аэропорта Чианграй.

## Текущий состав
| Номер         | Игрок                                                | Страна           |
| Вратари       |                                                      |                  |
| 1             | Саранон Ануин                                        | Таиланд          |
| 22            | Апирак Воравонг                                      | Таиланд          |
| Защитники     |                                                      |                  |
| 2             | Виктор Кардозо (в аренде из Би Джи Патхум Юнайтед)   | Бразилия         |
| 3             | Танасак Срисай                                       | Таиланд          |
| 4             | Схиннапхат Лиаох                                     | Таиланд          |
| 5             | Диегу Ландис                                         | Бразилия         |
| 6             | Атхиборди Этират                                     | Таиланд          |
| 13            | Схиннапхат Лиаох (в аренде из Би Джи Патхум Юнайтед) | Таиланд          |
| 18            | Марко Баллини                                        | Таиланд          |
| 33            | Саравут Импаен                                       | Таиланд          |
| 45            | Саравут Йодьингхатхаикул                             | Таиланд          |
| Полузащитники |                                                      |                  |
| 8             | Санукран Тхиньом                                     | Таиланд          |
| 10            | Сивакорн Тиатракул                                   | Таиланд          |
| 19            | Ависорн Пхумчат                                      | Таиланд          |
| 27            | Джоната Верцура                                      | Таиланд          |
| 28            | Тхакданай Яйхан                                      | Таиланд          |
| 29            | Атикхун Митхоум                                      | Таиланд          |
| 32            | Монтри Промсават (в аренде из Ратчабури)             | Таиланд          |
| 88            | Чотипат Пумкаев                                      | Таиланд          |
| Нападающие    |                                                      |                  |
| 7             | Фелипе Аморим                                        | Бразилия         |
| 9             | Олавио                                               | Бразилия         |
| 16            | Акаварин Савасди                                     | Таиланд          |
| 17            | Сеттасит Суваннасит                                  | Таиланд          |
| 16            | Ким Джи Мин                                          | Республика Корея |

## Тренерский штаб
| Должность         | Имя                                            |
| ----------------- | ---------------------------------------------- |
| Главный тренер    | Эмерсон Перейра                                |
| Ассистент тренера | Митти Тияпайрат Алонгкорн Тхонгаум Сезар Диниз |
| Тренер вратарей   | Маркос Сезар                                   |

## Достижения

### Домашние соревнования

#### Лиги
- Чемпион Таиланда: 2019
- Победитель Региона Север 2 дивизиона Таиланда: 2009
- Серебряный призёр 2 дивизиона Таиланда: 2009
- Бронзовый призёр Тай 1 Лиги: 2010

#### Кубки
- Обладатель Кубка Таиланда (3): 2017, 2018, 2020/21
- Обладатель Кубка Тай Лиги: 2018
- Обладатель Кубка Чемпионов Таиланда (2): 2018, 2020
- Финалист Кубка Тай Лиги: 2017
- Финалист Кубка Чемпионов Таиланда (2): 2019, 2021